# Фрутленд (округ Гендерсон, Північна Кароліна)
Фрутленд (англ. Fruitland) — переписна місцевість (CDP) в США, в окрузі Гендерсон штату Північна Кароліна. Населення — 2257 осіб (2020).

## Географія
Фрутленд розташований за координатами 35°23′52″ пн. ш. 82°25′3″ зх. д. / 35.39778° пн. ш. 82.41750° зх. д. (35.397733, -82.417497).  За даними Бюро перепису населення США в 2010 році переписна місцевість мала площу 20,86 км², з яких 20,79 км² — суходіл та 0,07 км² — водойми.

## Демографія
Згідно з переписом 2010 року, у переписній місцевості мешкала 2031 особа в 869 домогосподарствах у складі 570 родин. Густота населення становила 97 осіб/км².  Було 1183 помешкання (57/км²).
Расовий склад населення:
| - 93,2 % — білих - 1,0 % — чорних або афроамериканців - 0,6 % — вихідців з тихоокеанських островів - 0,5 % — корінних американців - 0,2 % — азіатів - 2,2 % — осіб інших рас |

До двох чи більше рас належало 2,2 %. Частка іспаномовних становила 10,8 % від усіх жителів.
За віковим діапазоном населення розподілялося таким чином: 21,1 % — особи молодші 18 років, 60,9 % — особи у віці 18—64 років, 18,0 % — особи у віці 65 років та старші. Медіана віку мешканця становила 42,4 року. На 100 осіб жіночої статі у переписній місцевості припадало 101,3 чоловіків;  на 100 жінок у віці від 18 років та старших — 97,7 чоловіків також старших 18 років.
Середній дохід на одне домашнє господарство  становив 37 507 доларів США (медіана — 26 183), а середній дохід на одну сім'ю — 45 285 доларів (медіана — 34 701). Медіана доходів становила 30 661 долар для чоловіків та 26 071 долар для жінок. За межею бідності перебувало 28,1 % осіб, у тому числі 63,9 % дітей у віці до 18 років та 12,0 % осіб у віці 65 років та старших.
Цивільне працевлаштоване населення становило 1065 осіб. Основні галузі зайнятості: роздрібна торгівля — 17,7 %, мистецтво, розваги та відпочинок — 15,5 %, будівництво — 12,2 %, освіта, охорона здоров'я та соціальна допомога — 11,9 %.